# Шпанская культура
Шпанская культура — мезолитическая археологическая культура, представленная в Горном Крыму небольшим количеством памятников со своеобразным кремнёвым инвентарем.

## Описание
Выделена украинским археологом А. А. Яневичем.
Каменные орудия характеризуются: специфичными шпанскими треугольниками, микроостриями с притупленными краями, остриями с микрорезцовым сколом, микрорезцами, пластинчатой техникой раскалывания кремня, концевыми скребками и резцами на пластинах.
Выразительные шпанские материалы происходят из пещерных стоянок Шпан-Коба (средний слой), Шан-Коба (4,3 слои), Фатьма-Коба (слои 4,3).
Датировка шпанской археологической культуры: ранний мезолит — VIII—VI тыс. лет до н. э. Основой экономики шпанской населения была охота на лесных копытных Крымских гор и, возможно, степных травоядных. Культура возникла на эпиграветской почве на рубеже финального палеолита и мезолита около X тыс. лет назад.